# Skagen Denmark

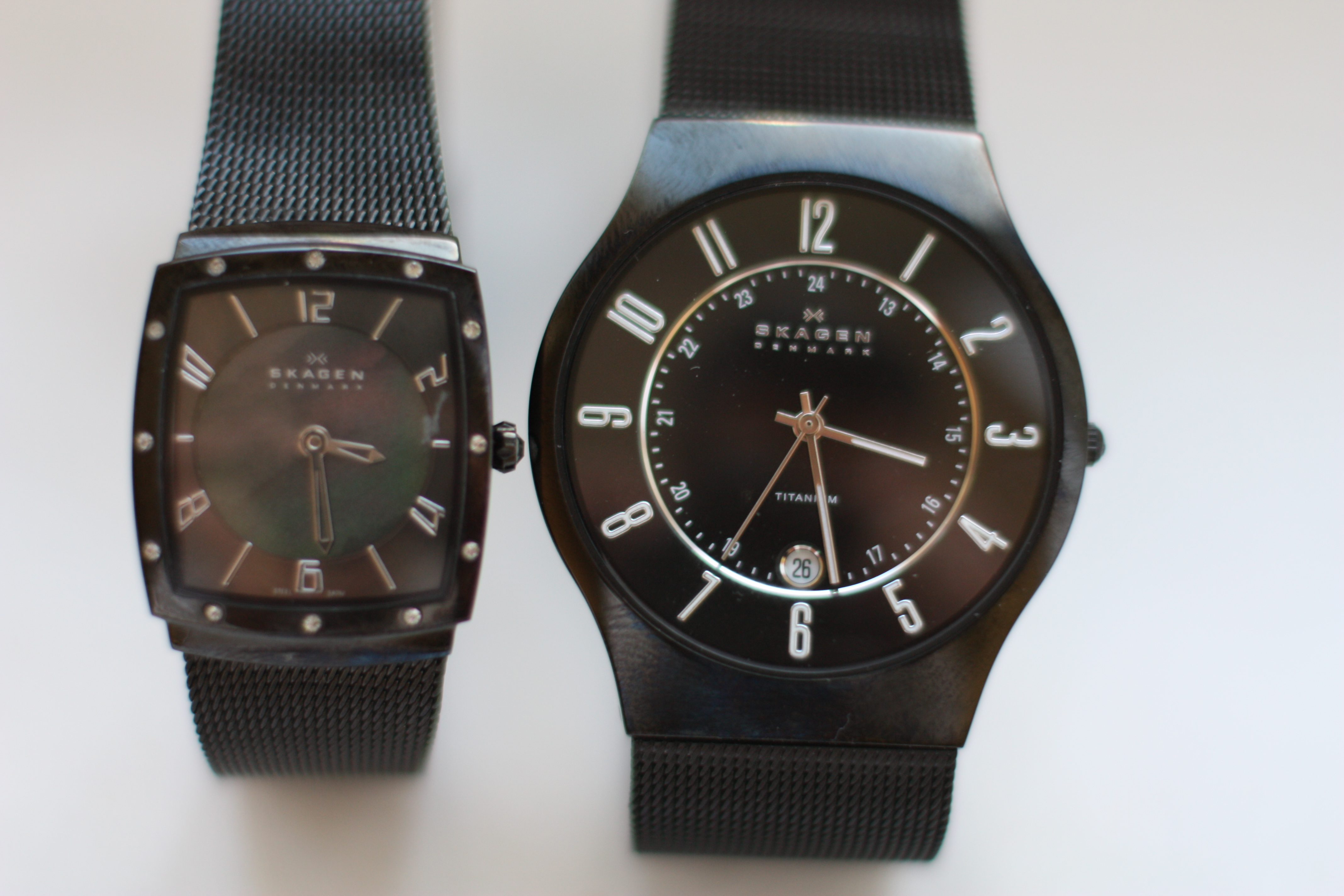
Relojes de pulsera Skagen Denmark

Skagen Denmark es una marca estadounidense de relojes de pulsera, inicialmente denominada Skagen Designs Ltd. Es una filial de la empresa de moda Fossil, que ha evolucionado hasta convertirse en una marca más amplia de accesorios, basada en el diseño danés. Desde la primavera de 2015, sus líneas de productos incluyen relojes, bolsos, joyería y otros artículos personales, la mayoría dirigidos a la gama media. Bautizada con el nombre de Skagen, la ciudad más septentrional de Dinamarca localizada en la península de Jutlandia, la compañía fue adquirida en 2012 por Fossil por un total de aproximadamente 237 millones de dólares en acciones y efectivo. Continúa operando como filial bajo su matriz, manteniendo la marca tradicional Skagen Denmark. Inicialmente en Nueva York, y posteriormente en Lago Tahoe y en Reno, las operaciones de la firma se supervisan desde Richardson (Texas), cerca de Dallas, en Estados Unidos.

## Estructura y ubicaciones de la empresa
Tras su adquisición por parte de Fossil el 2 de abril de 2012, Skagen Designs, Ltd. opera como una subsidiaria de propiedad absoluta de la firma matriz. Desde el 1 de mayo de 2015, Charlotte Jorst figura como cofundadora y presidenta, Henrik Jorst como cofundador y Steen Albrechtslund como director general del grupo.
La empresa se fundó en la casa de sus cofundadores en Nueva York, trasladándose primero a Lago Tahoe y después a Reno. Sus operaciones actuales, bajo la dirección de Fossil, se supervisan desde Richardson (Texas), cerca de Dallas, en Estados Unidos. Según se informa, desde mayo de 2015 la empresa contaba con oficinas adicionales en EE. UU., además de oficinas en Dinamarca y Hong Kong, así como de tiendas en Japón (Tokio, Osaka y Nagoya) y Taiwán (Taipéi).

## Objetivo y productos
El objetivo corporativo declarado de la firma es "llevar al mundo los ideales de inspiración danesa a través de un diseño con propósito, honestidad y simplicidad". La empresa diseña, fabrica y vende gafas de sol, relojes, bolsos, y joyería para hombre y mujer. Los productos se venden en tiendas físicas y en línea. La empresa vende sus productos en Reino Unido, la Unión Europea y Oriente Medio,, así como en India, Japón, República de China, Australia, Malasia, Singapur y Estados Unidos.

## Historia de la empresa

### Fundación
Fundada en 1989, la empresa fue una creación de Henrik y Charlotte Jorst, quienes se habían mudado de Dinamarca a Estados Unidos en 1986 cuando Henrik fue nombrado gerente de ventas en EE. UU. de la cervecera danesa Carlsberg. La pareja decidió establecer su propio negocio como representante en EE. UU. de un fabricante danés de relojes de regalo de empresa de marca corporativa y de los exclusivos relojes diseñados por Jacob Jensen.
Tras  localizar al fabricante de relojes de propiedad danesa, Comtech Watches, un proveedor que podía fabricar relojes a un precio más bajo a través de su fábrica de Hong Kong, los Jorst comenzaron a diseñar sus propios relojes, que mostraron en una feria de regalos corporativos en Nueva York en 1991. En esa feria, varios minoristas los animaron a comercializar los relojes bajo su propia marca, que recibió el nombre de Skagen Denmark, en referencia al pueblo pesquero (y la península) localizados en Dinamarca.

### Desarrollo
La siguiente información, a menos que se indique lo contrario, se extrae de la descripción de un estudio de Skagen Dinamarca, realizado por Svend Hollensen en "Fundamentos del Marketing Global":
- 1992: Jorsts vende relojes por primera vez bajo su propia marca, alcanzando unas ventas anuales de[4] 800.000 dólares.
- 1993: Jorsts se muda de Nueva York a Nevada por motivos fiscales y personales, y continúa dirigiendo la empresa sin empleados.
- 1995: los grandes almacenes Bloomingdale's de Nueva York aceptan un período de prueba y vende sus relojes.
- 1998: la empresa figura entre las 250 empresas privadas estadounidenses de más rápido crecimiento. Abre una oficina de distribución europea en Dinamarca, donde 80 tiendas comienzan a vender sus relojes. Las ventas anuales[4] se acercan a los 30 millones de dólares.
- 1999: la firma se acerca a los 100 empleados y comienza la distribución en el Reino Unido.
- 2000: comienza la distribución en Alemania y Países Bajos.
- 2002: la empresa se expande a más países europeos y Oriente Medio, con una iniciativa que se amplía al año siguiente.
- 2005: las ventas anuales[4] aumentan a 70 millones de dólares.
- 2007: la empresa se expande a los mercados asiáticos y establece una oficina en Hong Kong.
- 2010: se abren portales de venta minorista en línea para EE. UU. y Europa.
- 2011: la división Asia-Pacífico lanza portales de venta minorista en línea para los mercados de Australia, Hong Kong y Singapur.
- 2012: Fossil acuerda la compra de Skagen Designs, Ltd. y algunos de sus socios por 150.000 acciones ordinarias de Fossil y 25 millones de dólares.[5]